# Escut dels Omells de na Gaia

Bandera

L'escut oficial dels Omells de na Gaia té el següent blasonament: Escut caironat: d'argent, un cérvol de gules sobremuntat d'un om de sinople. Per timbre una corona mural de vila.
Va ser aprovat el 29 de març de 1995. El cérvol de gules sobre camper d'argent són les armes parlants dels Cervera, i en aquest cas particular és una al·lusió a Na Gaia de Cervera, senyora de la vila. El petit om del damunt és també un senyal parlant relatiu al nom de la localitat.

## Bandera
La bandera oficial dels Omells de na Gaia té la següent descripció: Bandera apaïsada de proporcions dos d'alt per tres de llarg, tercejada vertical, blanca, vermella, blanca, amb un pal verd de gruix 1/18 de la llargària del drap al centre. Fou publicat en el DOGC el 26 d'abril de 1996.